# Thereva curta
Thereva curta är en tvåvingeart som beskrevs av Krober 1913. Thereva curta ingår i släktet Thereva och familjen stilettflugor. Inga underarter finns listade i Catalogue of Life.